# Administración del ciclo de vida de productos
La gestión del ciclo de vida de productos (en inglés, Product Lifecycle Management —PLM—) es el proceso que administra el ciclo de vida completo de un producto desde su concepción, pasando por su diseño y fabricación, hasta su servicio y eliminación. Consiste en la gestión, a través de soluciones integradas de software, del ciclo completo de vida del producto, desde la concepción del producto con soluciones de diseño asistido por computadora o Computer Aided Design —CAD—, pasando por el análisis y la optimización del producto con soluciones de ingeniería asistida por computadora o Computer Aided Engineering —CAE—, llegando al análisis de cómo se va a producir y dar mantenimiento a este producto con soluciones DMF (Digital Manufacturing) y capturando, reutilizando y compartiendo con cada uno de los actores del ciclo productivo toda la información generada en cada una de las etapas antes mencionadas con soluciones PDM (Product Data Management).
PLM tiene una serie de capacidades (programas) que permiten a una empresa administrar e innovar efectivamente sus productos y los servicios relacionados con ellos, a lo largo de su vida económica. Es uno de los cuatro pilares de la infraestructura de tecnologías de la información en una corporación. Los otros tres pilares se pueden describir de la siguiente manera:
Todas las empresas necesitan administrar la comunicación y la información con sus clientes (administración de la relación con clientes o Customer Relationship Management —CRM—), con sus proveedores (administración de la cadena de suministro o Supply Chain Management —SCM—), y los recursos de la empresa (planificación de los recursos empresariales o Enterprise Resource Planning —ERP—). Además, las empresas de manufactura e ingeniería deben desarrollar, describir, administrar y comunicar información acerca de sus productos.

## Soluciones de gestión de ciclo de vida
Las soluciones CAD, CAE, DMF y PDM han superado su función básica llegando a capacidades nunca antes consideradas. Una solución CAD ha dejado de ser un simple software de diseño mecánico para convertirse en un software de diseño de sistemas con capacidades específicas para cada tipo de producto, existiendo software para diseño mecánico, para diseño de plantas, para diseño de componentes electrónicos, diseño de tuberías, diseño de superficies complejas para el área automotriz, para diseño industrial, etc. 
Existen soluciones CAE con capacidades básicas como el análisis de estructuras, hasta llegar a capacidades avanzadas como el análisis y simulación de fluidos, análisis y simulación térmica, electromagnéticos, de impacto, etc. 
Existen soluciones de manufactura digital con capacidades comunes como la simulación del flujo de procesos de una línea de producción, hasta llegar a la simulación y análisis ergonómico, simulación y análisis de robots, simulaciones de ensamble, simulaciones de máquinas de control numérico, etc. 
Existen soluciones capaces de administrar toda esta información para que esté disponible para todos los actores del proceso completo, con un nivel de seguridad crítico y con funcionalidades adicionales para la personalización, definición de flujos de proceso, análisis de costes y en las cuales se puede capturar y reutilizar la información y mejores prácticas generadas para disminuir el tiempo de lanzamiento de nuevos productos.

## Beneficios documentados incluyen
- Reducidos tiempos a mercado y condiciones
- Productos de mayor calidad
- Menores costos de prototipo
- Ahorros a través de la reutilización de datos originales
- Provee un marco para la optimización de productos
- Ahorros a través de la completa integración de flujos de ingeniería

## Herramientas
El ciclo de vida de un producto pasa por varias fases, involucra a muchas disciplinas profesionales y requiere muchas habilidades, herramientas y procesos.